# 상복이 어울리는 엘렉트라
《상복이 어울리는 엘렉트라》(Mourning Becomes Electra)는 “인생을 불행하게 만드는 불가해한 힘”을 밝혀내려는 유진 오닐의 집념이 가장 강렬하게 발휘된 작품 중 하나다. 아이스킬로스의 ≪오레스테이아≫를 전후 미국을 배경으로 한 가족 서사로 각색했다. 저주가 내린 듯 음산한 분위기의 저택에서 매넌가 사람들은 끊임없는 불행에 시달린다. 근친상간과 친족 살해라는 죄에 내려진 형벌이다.

## 배경
미국 현대 연극의 아버지라 불리는 유진 오닐의 작품으로, 3부작으로 구성된 대작이다. 시간 제약 때문에 활발히 공연되지는 못했지만 오닐이 밝히고자 했던 “인생을 불행하게 만드는 불가해한 힘”에 대한 집념이 가장 강렬하게 드러난다. 작가가 가장 오랫동안 구상했고 개작에 개작을 거듭하며 공을 들인 작품이다.
아이스킬로스의 3부작 비극 <<오레스테이아>>를 남북전쟁 직후의 미국적 상황을 배경으로 각색했다. 아버지의 죽음에 복수하기 위해 어머니를 죽음에 이르게 하고 죄책감에 시달리는 남매 이야기라는 원작 스토리를 따르면서도 오닐은 이를 현대적으로 재구성했다.
매넌은 전쟁에서 돌아온 뒤 크리스틴과 그녀의 정부에게 독살당한다. 이를 눈치챈 큰딸 비니가 남동생 오린을 부추겨 크리스틴의 정부 브랜트를 죽임으로써 복수를 결행한다. 브랜트의 죽음을 비관한 크리스틴과 이어 죄책감에 시달리던 오린까지 자살하자 비니는 과거로부터 도망쳐 새로운 삶을 얻으려던 생에의 갈망을 꺾어 버린다. 그녀는 죽음의 어두운 그림자가 드리워진 오래된 저택에서 고통 속에 살며 속죄하고자 한다. 죽음 가운데서 살아내겠다는 비니의 이런 결정이 극에 비극성을 더한다.
오닐은 자신의 야망대로 그리스 비극의 현대판을 자신이 가장 잘 아는 뉴잉글랜드 지방의 청교도주의를 주제로 집필했다. 이 작품은 두고두고 사랑받는 현대 비극의 고전이라 할 수 있다.